# 添田敬一郎

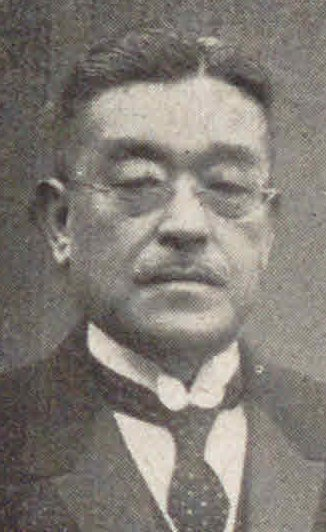
添田敬一郎

添田 敬一郎（そえだ けいいちろう、1871年10月12日（明治4年8月28日） - 1953年（昭和28年）10月20日）は、日本の内務官僚、政治家。衆議院議員、埼玉県知事、山梨県知事、山形県知事などの要職を歴任した。

## 経歴
小浜県遠敷郡西津村（後の雲浜村西津、現・福井県小浜市）に、旧小浜藩士、福井県大飯郡長、滋賀県神崎郡長を務めた添田良平の長男として生まれる。第三高等学校を経て、1898年7月、東京帝国大学法科大学法律学科（英法）を卒業。東京帝大では一木喜徳郎のもとで学んだ。同年7月、内務省に入省し内務属・庶務局地理課勤務となり、同年10月、兵庫県属・内務部第一課勤務に異動。同年12月、文官高等試験行政科試験に合格。
以後、大分県警察部長、熊本県事務官・第四部長、山梨県第一部長兼第三部長、同県内務部長、滋賀県内務部長などを歴任。
1913年6月に埼玉県知事に就任。県政の能率向上に努めた。1914年6月、山梨県知事に転任。軍人遺族救護資金管理規則、水害罹災者救恤資金管理規則を制定。1916年4月、山形県知事に転任。1917年12月、内務省地方局長に転じ、1920年10月、依願免本官となり退官し協調会常務理事に就任。
その後政界に転身し、1923年5月、第14回衆議院議員総選挙の山形県第一区補欠として当選。さらに1928年2月の第16回総選挙で福井県選挙区に立憲民政党から出馬し当選。その後第21回総選挙まで連続6回の当選を果たし、1945年まで衆議院議員を通算7期務めた。この間、1934年、岡田内閣の文部政務次官に就任し、その他、立憲民政党総務を務めた。1946年（昭和21年）に公職追放となり、1951年（昭和26年）に追放解除となった。
ほかに、住宅営団理事長、協調会会長などを務めた。
1953年10月20日死去。墓所は青山霊園1-イ-2-6。同墓には父の良平、弟の滋も眠る。

## 栄典
- 1920年（大正9年）11月1日 - 旭日中綬章[10]
- 1921年（大正10年）7月1日 - 第一回国勢調査記念章[11]

## 親族
- 添田 滋（弟）（三菱地所社長、東京福井県人会 第五代会長）[要出典]